# Aristida pruinosa
Aristida pruinosa är en gräsart som beskrevs av Karel Domin. Aristida pruinosa ingår i släktet Aristida och familjen gräs. Inga underarter finns listade i Catalogue of Life.